# Avanti (film, 2014)
Pour les articles homonymes, voir Avanti! (homonymie).
Pour plus de détails, voir Fiche technique et Distribution.
Avanti est un film belgo-suisse réalisé en 2012 par Emmanuelle Antille et sorti en 2014.

## Fiche technique
- Titre : Avanti
- Réalisation : Emmanuelle Antille
- Scénario : Emmanuelle Antille
- Photographie : Stéphane Kuthy
- Son : Eric Ghersinu, Julie Brenta et Manu de Boissieu
- Costumes : Maria Muscalu
- Montage : Anne-Laure Guégan
- Production : Box Productions - RTS - Versus Production
- Pays d'origine :  Belgique -  Suisse
- Durée : 85 minutes
- Dates de sortie : France - 23 avril 2014

## Distribution
- Hanna Schygulla
- Nina Meurisse
- Miou-Miou
- Jean-Pierre Gos
- Monique Mélinand

## Distinctions
- 2012 :
  - Zurich Film Festival (sélection)[1]
  - Festival du Film Francophone de Namur (Prix Découverte)[2]